# Anthidium penai
Anthidium penai là một loài Hymenoptera trong họ Megachilidae. Loài này được Moure mô tả khoa học năm 1957.